# ファンファーレ (advantage Lucyのアルバム)
『ファンファーレ』は、advantage Lucyの1枚目のスタジオ・アルバム。1999年5月12日にEASTWORLDから発売。

## タイアップ
- 『サークルK』イメージ・ソング「Solaris」[1]
- TBSテレビ系
  - 『さんまのSUPERからくりTV』EDテーマ「smile again」[1]
  - 『エクスプレス』挿入歌「Armond」[1]

## 再発盤
2013年6月19日にタワーレコード限定でCDが再発された

## 収録曲
1. メトロ (4:03)[1]
2. Solaris (3:27)[1]
3. シトラス (album mix) (4:31)[1]
  - 1stシングルのアルバムバージョン。
4. 真昼 (5:30)[1]
5. カタクリの花 (2:31)[1]
6. smile again (4:47)[1]
7. グッバイ (album mix) (3:34)[1]
  - 3rdシングルのアルバムバージョン。
8. 8月のボサ (2:46)[1]
9. so (6:03)[1]
10. Armond (3:57)[1]

## クレジット
作詞：アイコ (特記以外)、Lynne Hobday (#2)、Lynne Hobday・石坂義晴(#9)、
全作曲：石坂義晴
編曲：井上富雄・advantage Lucy (特記以外)、渡辺等・advantage Lucy(#3)、中村キタロー・advantage Lucy(#7)、advantage Lucy(#8)
ストリングスアレンジ：滝沢淑行 (#1,2,6,10)